# Buštěhrad (zámek)

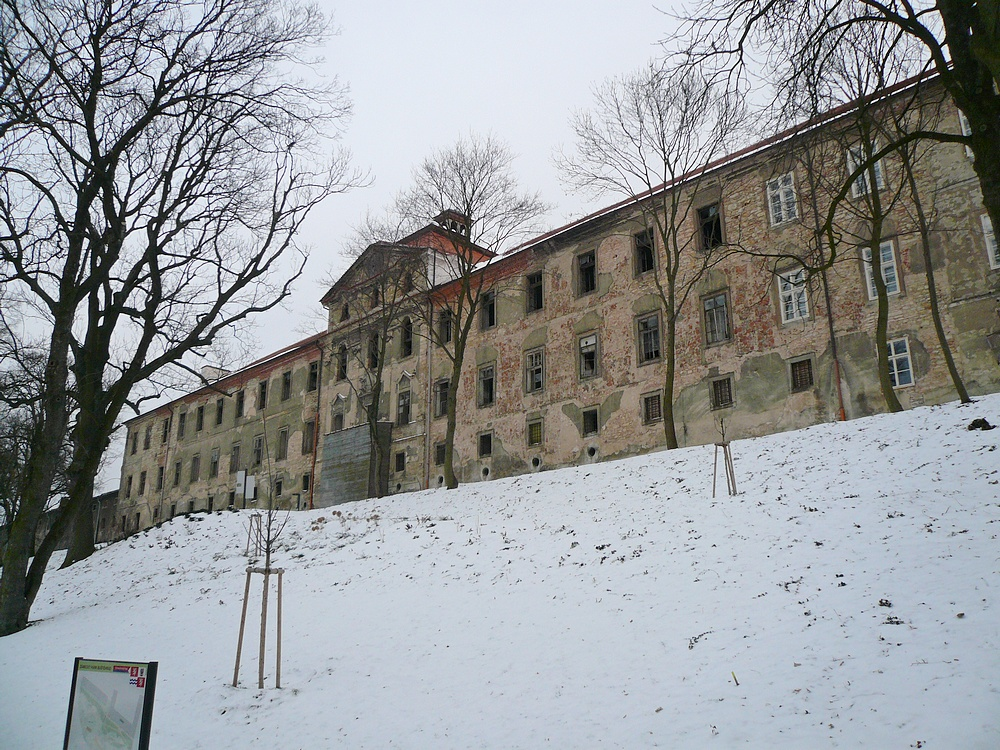
Buštěhrad, zámek, pohled ze severu, 2013

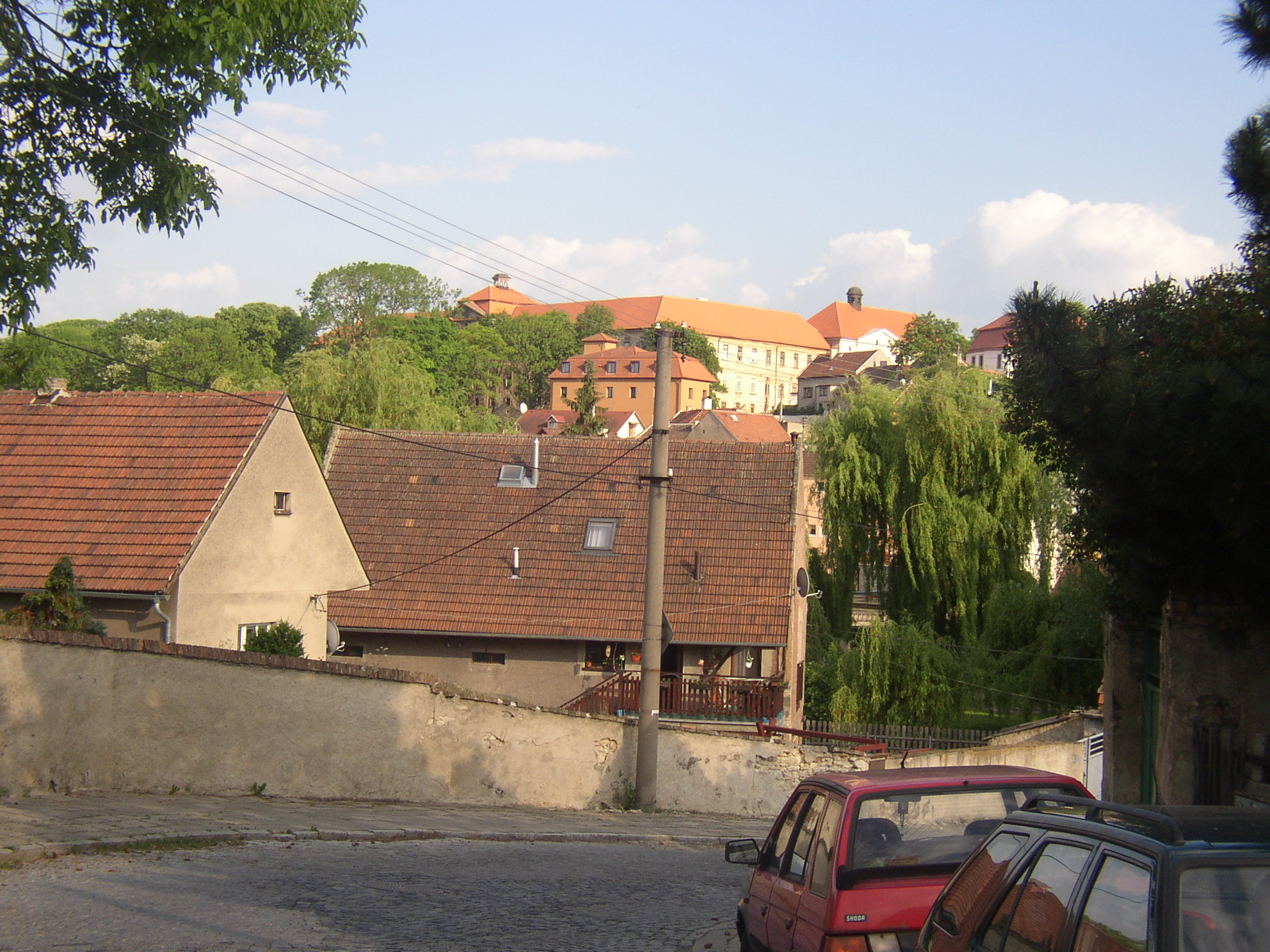
Celkový pohled na zámek od severozápadu, přes údolí

Zámek Buštěhrad je barokní stavba nacházející se ve stejnojmenném městě v okrese Kladno ve Středočeském kraji. Je chráněn jako kulturní památka České republiky.

## Historie
O výstavbu zámku se zasadila nová majitelka panství Anna Marie Františka, princezna Sasko-Lauenburská, hraběnka z Neuburgu a velkovévodkyně Toskánská. Stavba proběhla v letech 1699 až 1705 a vedl ji pražský stavitel Jindřich Klingenleitner. Zámek byl postaven v místech stávajícího poplužního dvora, východně od polorozbořeného areálu hradu. V této první stavební fázi šlo o centrální část dnešního středního traktu.
Mezi lety 1747 až 1754 došlo za Klementa Františka Bavorského k první významné přestavbě, v jejímž rámci byla budova prodloužena po obou stranách. Práce prováděl stavitel František Keymel z Prahy podle návrhů Kiliána Ignáce Dientzenhofera (doložen na Buštěhradě 1747–48) a Anselma Luraga (1751–53).
Druhá zásadní přestavba, jež dala zámku zhruba současný tvar k jihu otevřené podkovy, se datuje lety 1814 až 1816, kdy přibyla obě křídla, západní a východní. Empírová kaple Povýšení svatého Kříže v západním křídle byla ještě roku 1897 rozšířena další přístavbou k jihu.
Do dějin se zámek zapsal zejména v letech 1832 až 1836, kdy sloužil za letní sídlo vyhnanému francouzskému králi Karlu X. Jako vychovatel zde v této době působil Joachim Barrande.
V roce 1847 se zámek stal součástí rozsáhlého komplexu císařských velkostatků a v roce 1918 pak jako státní velkostatek přešel do majetku Československé republiky. Budova zámku pak byla využívána jako Okresní sirotčinec, kanceláře státního statku a pivovaru, byty pro jejich zaměstnance, archiv, škola, mateřská škola, knihovna či hudební škola a četnická škola. Během druhé světové války užíval zámek wehrmacht. Po roce 1945 se vrátil státu, který jej dále využíval k mnoha účelům a zámek i s parkem postupně chátral. Koncem 80. let 20. století přešel zámek do majetku Státní knihovny ČSR. V roce 1992 zámek zakoupila firma Moravia Kontakt Hodonín a od ní jej koupila v roce 1995 firma Petersburg s. r. o., která zde však žádné aktivity nevyvíjela a chátrání pokračovalo.

## Rekonstrukce zámku
V roce 2003 získalo zchátralý zámek ve veřejné dražbě od zkrachovalé firmy Petersburg s.r.o. město Buštěhrad za cenu přes dva miliony korun. Poté investovalo téměř 40 milionů korun do rekonstrukce střechy a statického zajištění objektu. V roce 2010 přišel Středočeský kraj s návrhem převzít zámek do svého vlastnictví, provést jeho kompletní rekonstrukci a vytvořit z něj reprezentativní kulturně-společenské sídlo. Krajští opoziční zastupitelé z ODS projekt kritizovali kvůli vysokým provozním nákladům zámku. Vedení kraje v čele s hejtmanem Davidem Rathem vyhlásilo v roce 2011 výběrové řízení a v březnu 2012 vybralo vítěze – společnost Konstruktiva Branko, která měla rekonstrukci zámku provést za 215 milionů korun z evropských dotací.
Zvrat nastal 14. května 2012, kdy protikorupční policie zadržela skupinu osmi osob podezřelých z poškození zájmů EU, podplácení, přijetí úplatku a sjednání výhody při zadávání veřejné zakázky. Zadrženými byli David Rath, Kateřina Pancová, Petr Kott, Jan Drážďanský (ředitel Konstruktivy Branko), Tomáš Mladý (obchodní ředitel Konstruktivy Branko), Ivana Salačová (majitelka společnosti Fisa), Lucia Novanská (členka představenstva ML Compet) a Martin Jireš (předseda představenstva Puro-Klima). Firma ML Compet pro Středočeský kraj organizovala výběrové řízení a byla zastoupena ve výběrové komisi, která stanovila vítěze zakázky. Tím se stala Konstruktiva Branko, jejímiž subdodavateli měli být stavební firma Fisa ze Slaného a firma Puro-Klima dodávající zdravotnické přístroje. Pod vedením pověřené hejtmanky Zuzany Moravčíkové 28. května 2012 Středočeský kraj rozhodl o zrušení přibližně 20 plánovaných projektů včetně přestavby Buštěhradského zámku. Zámek by tak měl znovu připadnout městu.

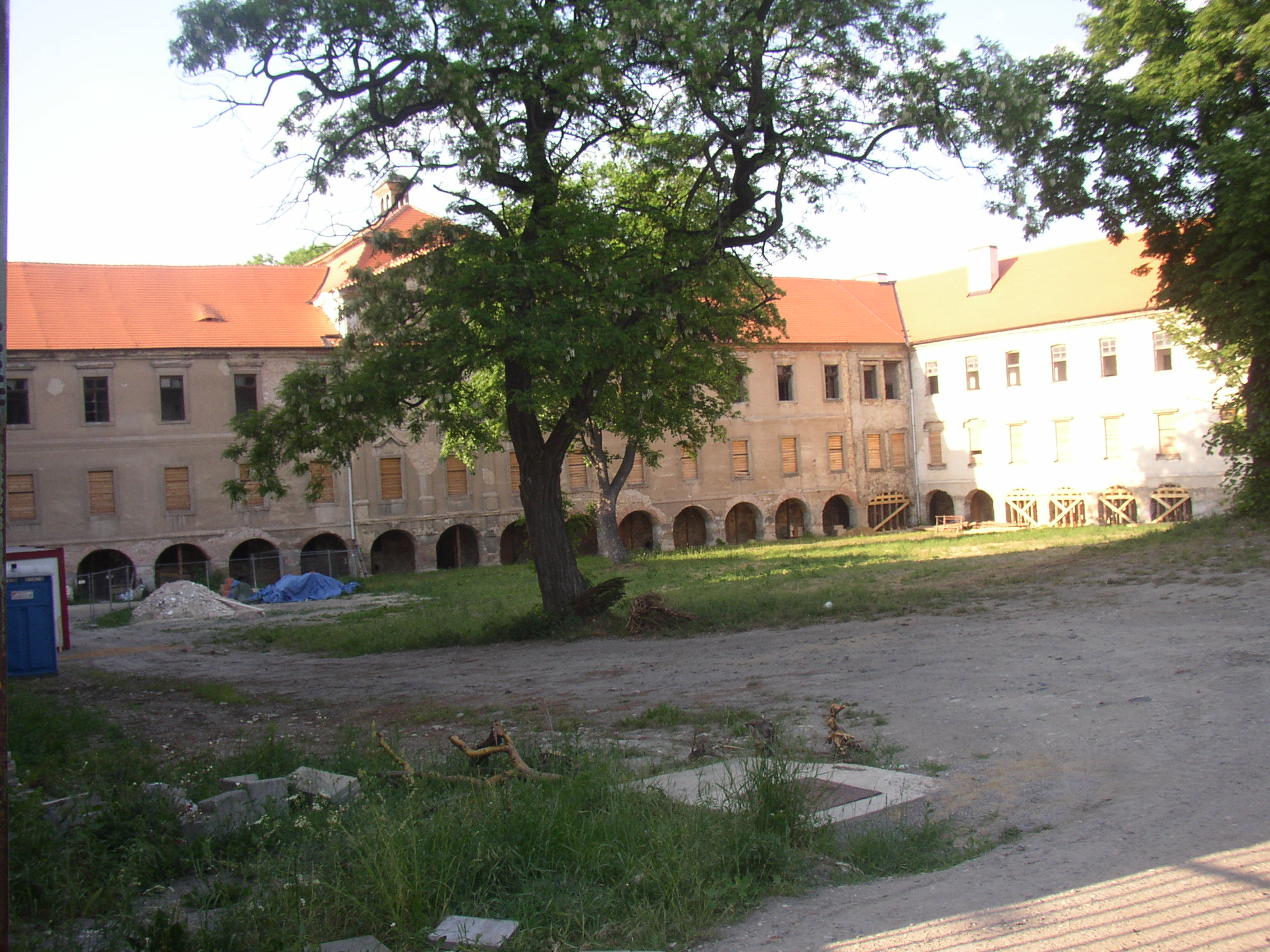
Pohled přes nádvoří na střední trakt a východní křídlo
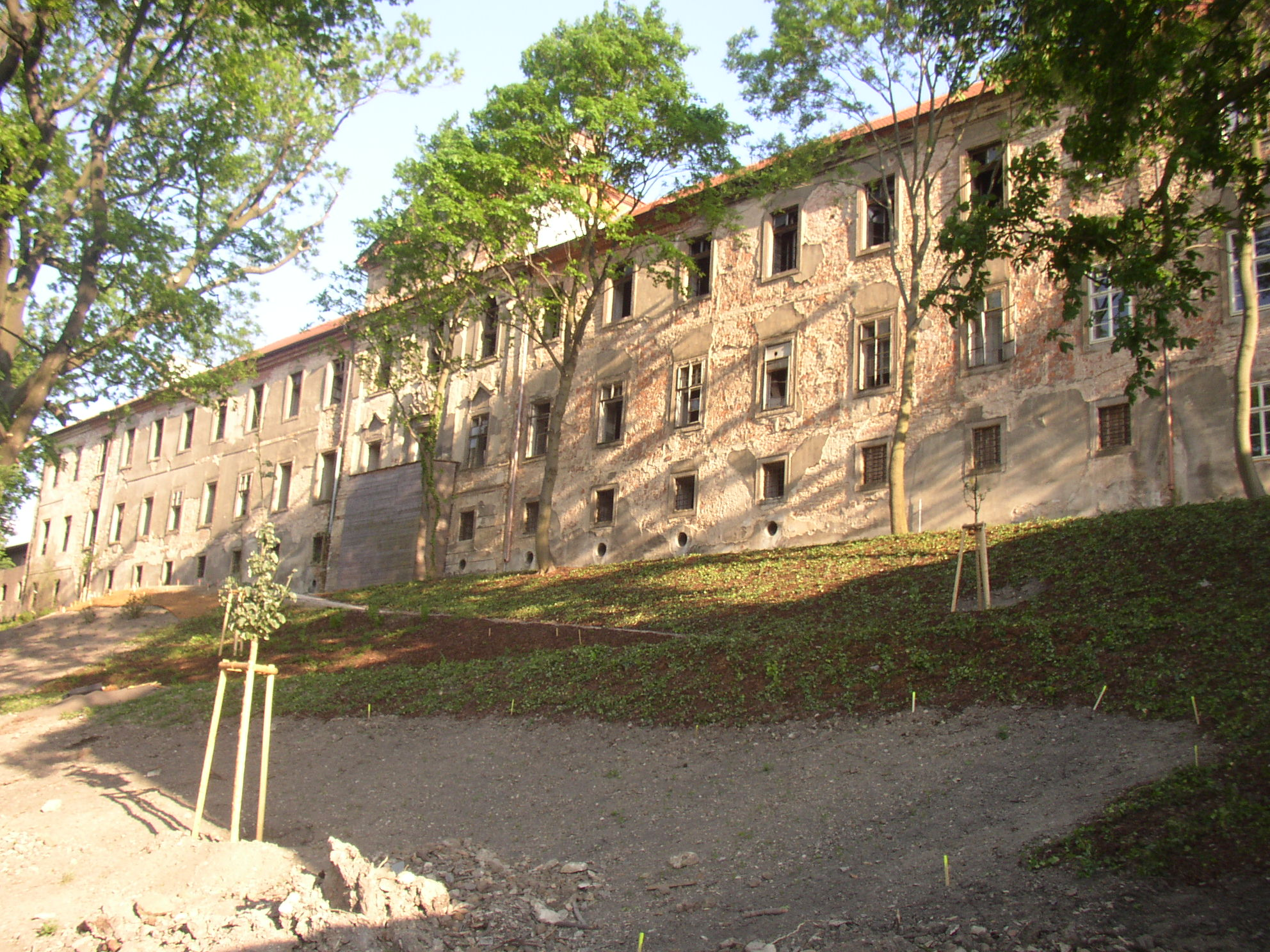
Hlavní trakt při pohledu ze zámecké zahrady na severní straně
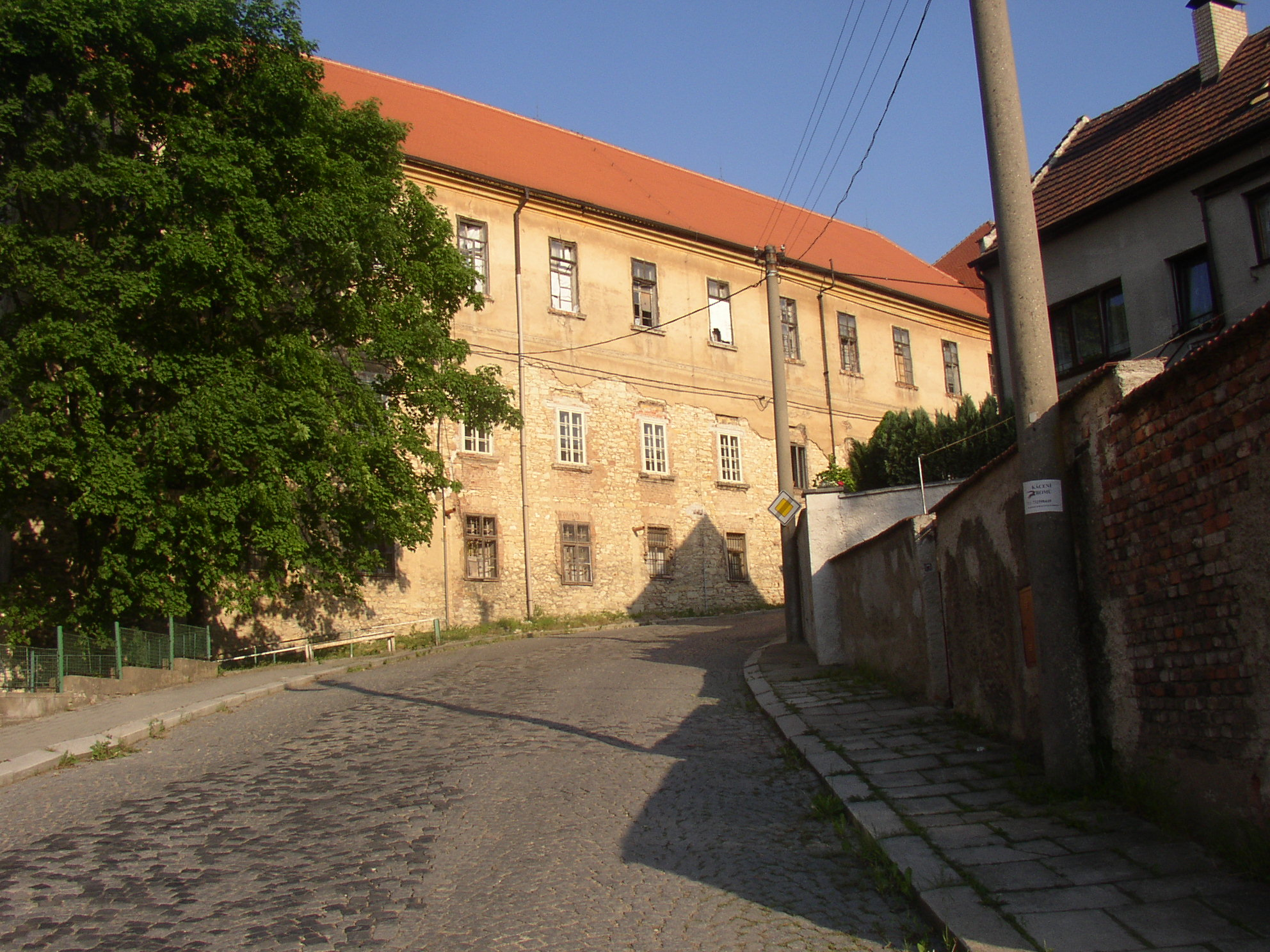
Severní část západního křídla
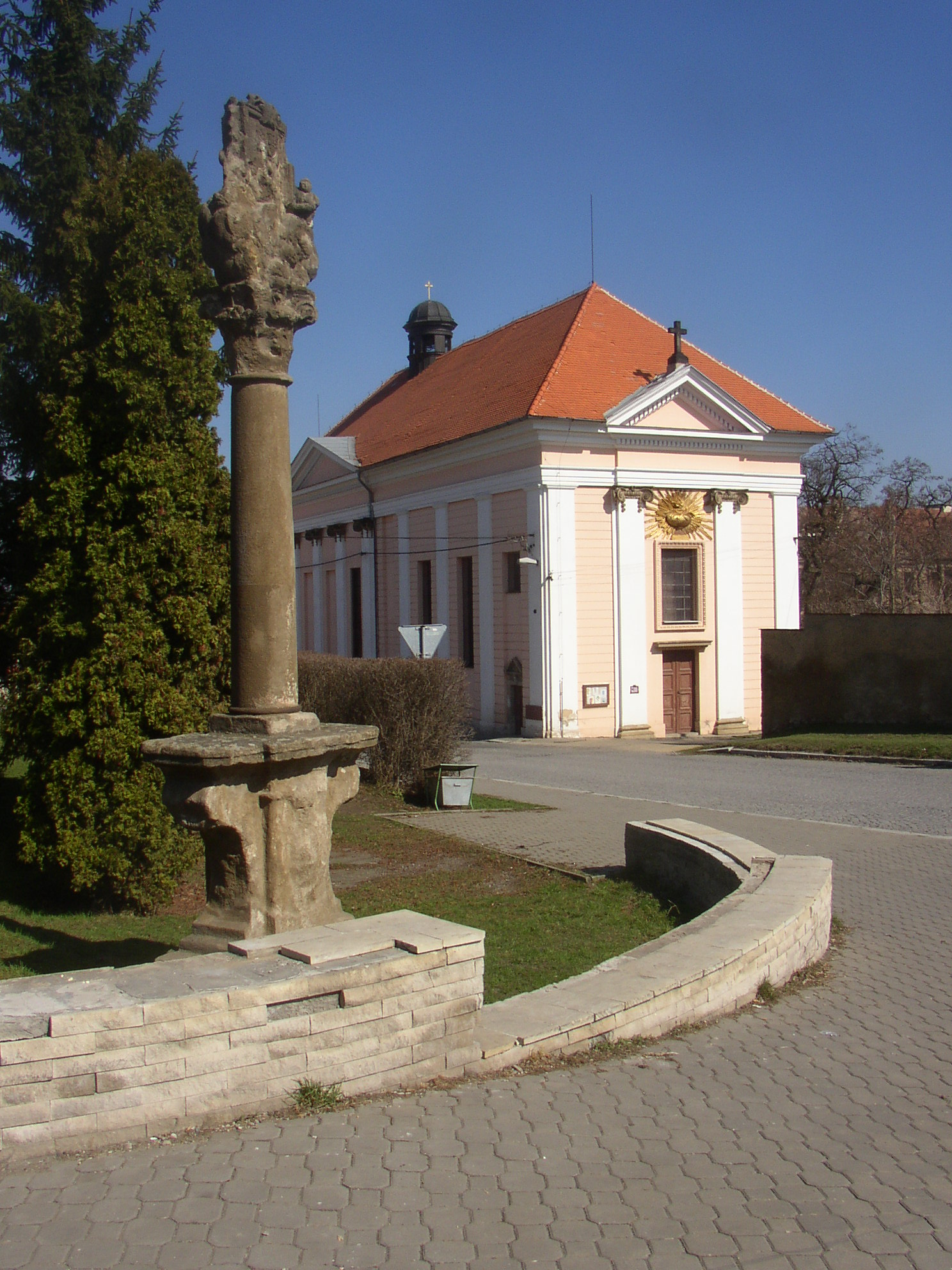
Zámecká kaple – kostel Povýšení svatého Kříže na jz. nároží
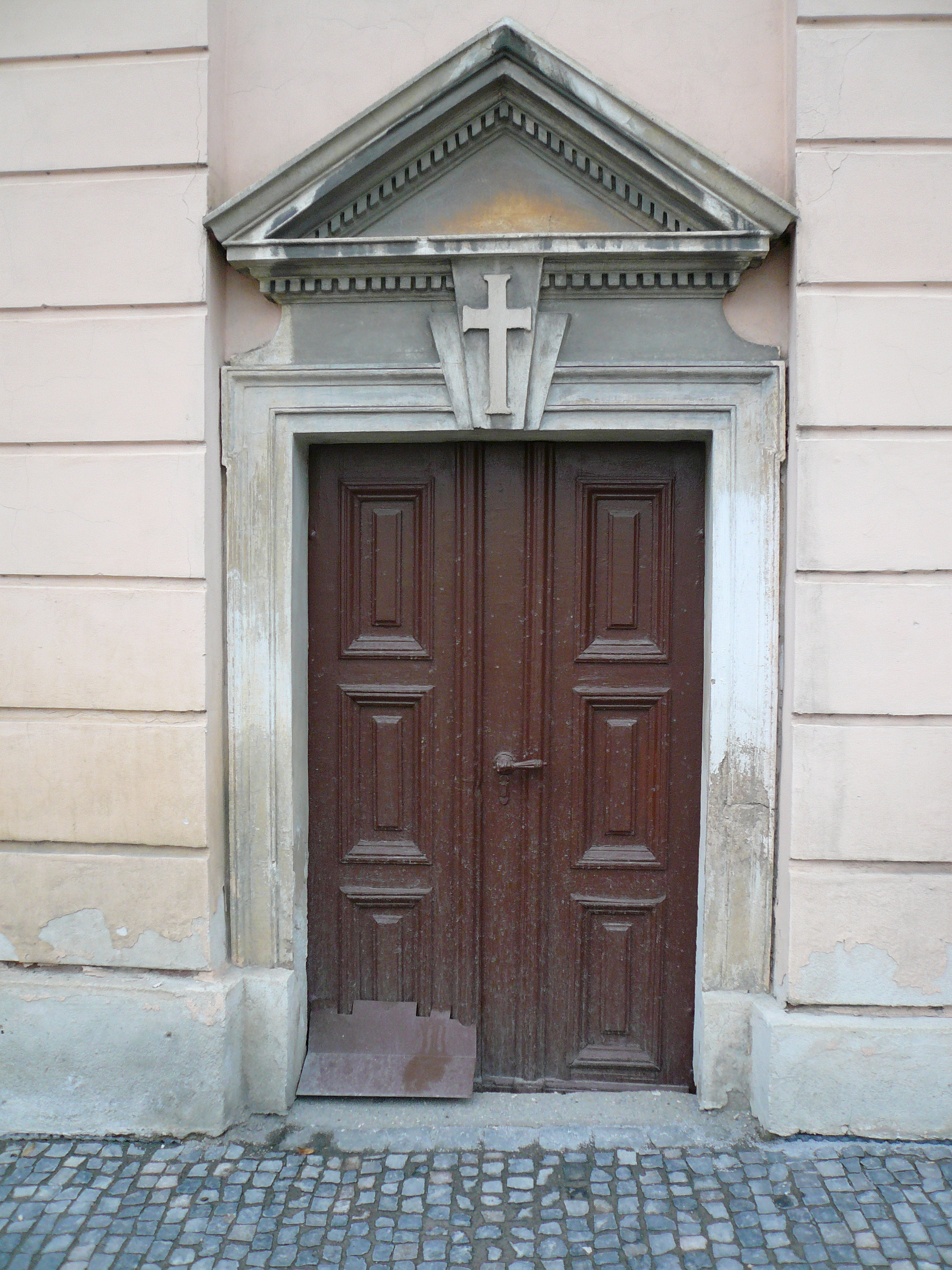
Buštěhrad, zámek – empírový portál v západní stěně kostela Povýšení sv. Kříže